# Morituri
Morituri (também conhecido em inglês como The Saboteur e Code Name Morituri) é um filme estadunidense de 1965 do gênero Guerra, dirigido por Bernhard Wicki.

## Sinopse
Robert Crain é um alemão desertor que escapa para a Índia durante a Segunda Guerra Mundial. Descoberto pelos britânicos, ele é forçado a partir em missão para o Japão e embarcar disfarçado de coronel da SS em um cargueiro nazista camuflado carregado de borracha e com destino à França. Os aliados querem a preciosa carga mas sabem que os nazistas explodirão o navio se eles atacarem. Crain é um perito em explosivos e deve desarmar todos os artefatos desse tipo a bordo, para que o navio seja capturado sem risco de afundar. Para dificultar ainda mais sua missão, o capitão não o autoriza a andar pelo navio e a tripulação de condenados nazistas planeja matá-lo na primeira oportunidade.

## Elenco
- Marlon Brando .... Robert Crain
- Yul Brynner .... Capitão Muller
- Janet Margolin .... Esther
- Trevor Howard .... Coronel Statter
- Hans Christian Blech .... Donkeyman
- Martin Benrath. .... Kruse
- Wally Cox .... Doutor Ambach

## Oscar
Indicado por melhor edição em preto e branco e por melhores figurinos em preto e branco.

## Produção
O título "Morituri" é uma palavra latina com o significado de moribundo. Com a fraca recepção nos cinemas americanos, os produtores buscaram títulos alternativos como The Saboteur. O termo é famoso como parte de uma saudação dos gladiadores romanos ao Imperador, antes de partirem para as lutas nas arenas. A frase em latim, que muitos consideram um mito, é Ave Imperator, morituri te salutant, geralmente traduzida em português do Brasil para "Ave César, os que vão morrer te saúdam".
Algus enquadramentos de fotografia dessa obra são um colírio para os amantes do cinema (assim como o roteiro, muito engenhoso). Tome-se como exemplo as tomadas de câmera quando o personagem de Marlon Brando vai pela primeira vez tentar sabotar o navio. Há uma cena em que a câmera percorre de baixo para cima os fios da eletricidade e quando esta chega mais acima vemos o personagem de Brando já ali, naquele patamar.